# André Foucher
André Foucher (Cuillé, 2 de octubre de 1933– 4 de mayo de 2025) fue un ciclista francés. Desarrolló su carrera profesional entre 1958 y 1967. Sus principales victorias fueron dos ediciones de la Midi Libre, en 1964 y 1965.

## Palmarés
- 1955

Campeón de Francia militar
- 1958

Campeón de Francia independiente
- 1959

1r en el GP de l'Equipe
- 1960

1º en el Circuito de la Sarthe
1º en Noyal
- 1962

1º en el GP Amitié Puteaux
1º en Perros-Guirec
1º en Puteaux
- 1963

1º en Châteaugiron
1º en Giron
- 1964

1º de la Midi Libre
1º en Preslin
- 1965

1º de la Midi Libre
1º en Craon
1º en Henon
1º en Querrien
- 1966

1º en Châteaugiron
1º en Saint-Just
- 1967

1º en Hennebont
- 1968

1º en Plouëc-du-Trieux

## Resultados en Grandes Vueltas y Campeonato del Mundo
| Carrera         | 1960 | 1961 | 1962 | 1963 | 1964 | 1965 | 1966 | 1967 |
| --------------- | ---- | ---- | ---- | ---- | ---- | ---- | ---- | ---- |
| Giro de Italia  | -    | -    | Ab.  | -    | -    | -    | -    | -    |
| Tour de Francia | Ab.  | 20º  | 54.º | 57.º | 6º   | 18º  | 43.º | 46.º |
| Vuelta a España | -    | -    | -    | -    | -    | -    | -    | 48.º |